# Championnat du Pérou de football 1939
Navigation
Saison précédente Saison suivante
La saison 1939 du Championnat du Pérou de football est la onzième édition du championnat de première division au Pérou. Les huit clubs participants sont regroupés au sein d'une poule unique où ils s'affrontent deux fois au cours de la saison, à domicile et à l'extérieur. À la fin de la compétition, le dernier du classement est relégué et remplacé par le meilleur club de Seguinda Division, la deuxième division péruvienne.
C'est le club d'Universitario de Deportes qui remporte la compétition après avoir terminé en tête du classement final du championnat, avec trois points d'avance sur Sucre FC et quatre sur le tenant du titre, Club Centro Deportivo Municipal. C'est le troisième titre de champion du Pérou de l'histoire du club.

## Les clubs participants
| - Atlético Cordoba - Promu de Segunda Division - Ciclista Lima - Sport Boys - Sucre FC | - Universitario de Deportes - Atlético Chalaco - Club Centro Deportivo Municipal - Sporting Tabaco |

## Compétition
Le barème utilisé pour établir le classement est le suivant :
- Victoire : 3 points
- Match nul : 2 points
- Défaite : 1 point
- Forfait ou abandon : 0 point

### Classement
| Rang | Équipe                              | Pts | J  | G | N | P  | Bp | Bc | Diff |
| ---- | ----------------------------------- | --- | -- | - | - | -- | -- | -- | ---- |
| 1    | Universitario de Deportes           | 35  | 14 | 9 | 3 | 2  | 32 | 14 | +18  |
| 2    | Sucre FC                            | 32  | 14 | 6 | 6 | 2  | 24 | 21 | +3   |
| 3    | Club Centro Deportivo Municipal (T) | 31  | 14 | 7 | 3 | 4  | 32 | 22 | +10  |
| 4    | Sporting Tabaco                     | 28  | 14 | 5 | 4 | 5  | 27 | 26 | +1   |
| 5    | Ciclista Lima                       | 28  | 14 | 6 | 2 | 6  | 21 | 24 | -3   |
| 6    | Atletico Chalaco                    | 25  | 14 | 4 | 3 | 7  | 24 | 25 | -1   |
| 7    | Sport Boys                          | 25  | 14 | 3 | 5 | 6  | 21 | 26 | -5   |
| 8    | Atlético Córdoba (P)                | 20  | 14 | 2 | 2 | 10 | 20 | 43 | -23  |

|  | Champion du Pérou 1939                                |
|  | Relégation en Segunda Division                        |
|  | (T) : Tenant du titre (P) : Promu de Segunda Division |

## Bilan de la saison
| Championnat du Pérou de football 1939 |                                      |
| Champion                              | Universitario de Deportes (3e titre) |
| Promotions et relégations             |                                      |
| Promus en Primera División            | Alianza Lima                         |
| Relégués en Segunda División          | Atlético Cordoba                     |